# ジュリアン・ストックウィン
ジュリアン・ストックウィン（Julian Stockwin, 1944年 - ）は、イギリス、ハンプシャー州ベイジングストーク生まれの海洋冒険小説作家である。

## 経歴
ストックウィンは1944年に生まれ、ほどなく海を愛するようになった。伯父（叔父）のトム・クレイは帆船の船乗りであり、「カティーサーク」でホーン岬を回ったこともあった。海は彼の血肉であった。
ストックウィンが14歳で中等学校を修了すると、父は「インディファガブル」海事訓練学校（軍艦「フェートン」の後身の練習船）に進ませた。ストックウィンは15歳でイギリス海軍に入隊したが、家族の移住にともなってオーストラリア海軍に移籍した。ストックウィンは8年間勤務し、最終的には下士官まで昇進した。
ストックウィンは極東の事物と心理学を学ぶためにタスマニア大学に入学し、卒業後もそこで異文化間心理学を研究した。彼はまたコンピュータの設計製造とソフトウェアの開発にも携わった。そしてイギリス海軍予備員として海軍に戻り、大英帝国勲章（MBE）を受け、少佐として除隊した。
1990年にイギリスに帰国し、1996年に小説を書き始めた。主題は当然、海であった。

## 作品
トマス・キッドシリーズ
1. Kydd （2001年）（『風雲の出帆』 2001年 以下、日本語訳はいずれもハヤカワ文庫）
2. Artemis （2002年）（『蒼海に舵をとれ』 2002年）
3. Seaflower （2003年）『快速カッター発進』 2003年）
4. Mutiny （2004年）（『愛国の旗を掲げろ』 2004年）
5. Quarterdeck （2005年）（『新任海尉、出航せよ』 2005年）
6. Tenacious （2005年）（『ナポレオン艦隊追撃』 2008年）
7. Command （2006年）（『新艦長・孤高の海路』 2009年）
8. The Admiral's Daughter （2007年）（『謎の私掠船を追え』 2012年）
9. Treachery （2008年）（『ノルマンディ沖の陰謀』2014年）
10. Invasion （2009年）
11. Victory （2010年）
12. Conquest （2011年）
13. Betrayal （2013年）
14. Caribbee （2013年）
15. Pasha （2014年）
16. Tyger （2015年）

## 注記
1. 1 2  Stockwin, Julian. “Stockwin's official biography”. julianstockwin.com. 2007年7月6日閲覧。
2. ↑  Blake (agent), Carole. “Agent's page”. blakefriedmann. 2007年9月29日時点のオリジナルよりアーカイブ。2007年7月6日閲覧。